# 张国荣86浓情演唱会
張國榮演唱會86，指1986年12月25日至1987年1月5日於香港紅磡體育館舉行的張國榮個人演唱會，共有12場。這是張國榮在華星唱片時代的最後一個演唱會系列，主要贊助商是Konica，嘉賓有陳潔靈、梅豔芳、麥潔文等人。 

## 表演歌曲

### 前半場
1. 全賴有你
2. 不羈的風
3. 打開信箱
4. Love Me More
5. 少女心事
6. 最愛是誰
7. 誰又欠了誰
8. 當年情

### 嘉賓出場時段
- 12月25、30、31日、1月1日及5日：陳潔靈

1. 風火海
2. 誰令你心痴/只怕不再遇上

- 12月26至29日及1月5日：梅艷芳

1. 愛將
2. 將冰山劈開

- 1月2至5日：麥潔文

1. 勁舞 Dancing Queen
2. Miracle

### 後半場
1. 愛情離合器
2. 烈火邊緣
3. 一片痴/可人兒
4. 愛火
5. 隱身人
6. 迷惑我
7. 儂本多情
8. 寂寞獵人
9. 痴心的我/情到濃時
10. 愛慕
11. 黑色午夜
12. 我願意
13. 分手
14. 風繼續吹

### Encore 曲
1. Crazy Rock
2. 有誰共鳴
3. Stand Up
4. Medley:H2O+第一次+甜蜜的禁果+少女心事+藍色憂鬱+戀愛交叉+Monica+Monica鳴謝版
5. 默默向上游
6. 為你鍾情
7. 當年情